# Emmerà de Ratisbona
Emmerà de Ratisbona, (Poitiers, començament del segle vii - Ratisbona, Baviera, ca. 652) fou un bisbe de Ratisbona, mort com a màrtir. És venerat com a sant per l'Església catòlica.

## Biografia
Les fonts de la vida d'Emmerà són secundàries: Arbeó de Freising n'escrigué la biografia cap al 750, la Vita Sancti Emmerami, quan ja feia un segle que havia mort. Segons aquesta font, Emmerà era fill de noble família aquitana i havia nascut a Poitiers; algunes fonts diuen que fou bisbe d'aquesta ciutat, potser entre els bisbes Didó i Ansoald. Va viatjar a Baviera per predicar contra la fe pagana i precrisistiana dels habitants.
Cap al 649 arribà a Ratisbona, a la cort del duc Teodó I de Baviera, resseguint el curs del riu Loira, travessant la Selva Negra i seguint el Danubi. Segons la hagiografia, Emmerà hi predicà durant tres anys i hi guanyà el respecte com a home pietós. Segons la llegenda, Uta, filla del duc, confessà a Emmerà que esperava un fill fora del matrimoni, concebut de Sigipald, un cortesà. Emmerà aconsellà Uta que digués que el pare del fill era ell mateix, Emmerà, confiant que pel respecte que inspirava el seu nom la noia no patís cap càstig, i poc després va marxar a Roma en pelegrinatge.
En assabentar-se'n, el duc i el seu fill Lantpert van perseguir-lo i el van agafar a Helfendorf (avui part de Múnic), a la via que comunicava Salzburg i Augsburg. El van lligar a una escala de mà i el van torturar, tallant-li parts del seu cos: els dits, els ulls i el nas i, finalment, el cap. Els seus companys Vidal i Wolflete el van trobar, encara viu (viu, amb el cap tallat?
, i van intentar guarir-lo, però va morir a l'actual Aschheim, districte de Múnic, on després s'edificà l'església de Sant Pere.

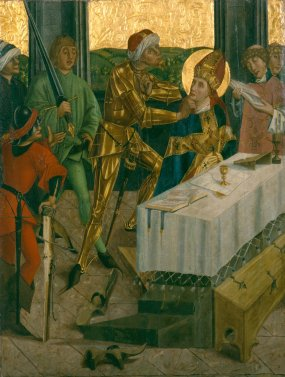
Martiri de Sant Emmerà (Salzburg)
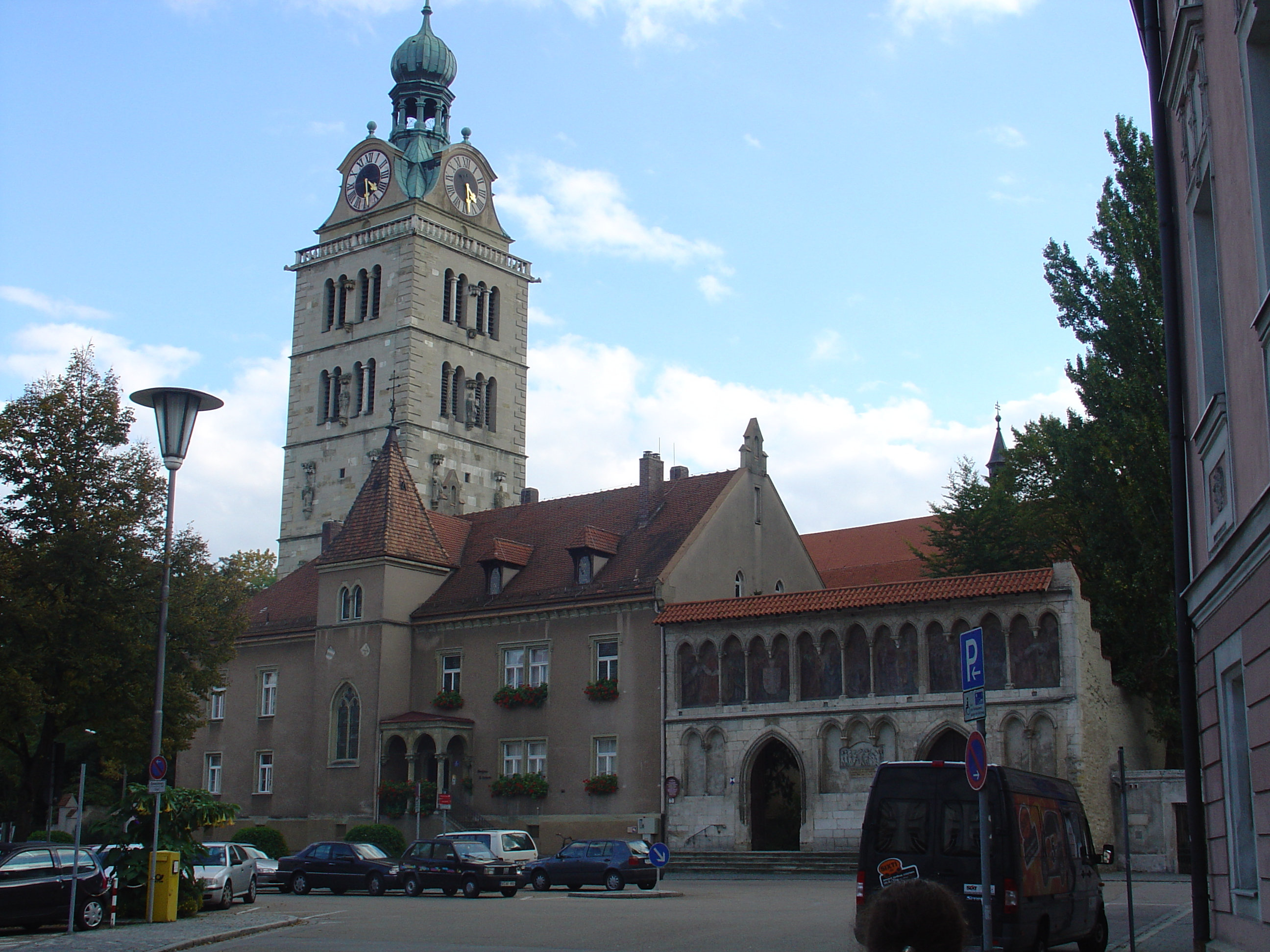
Abadia de Sankt Emmeram (Ratisbona)
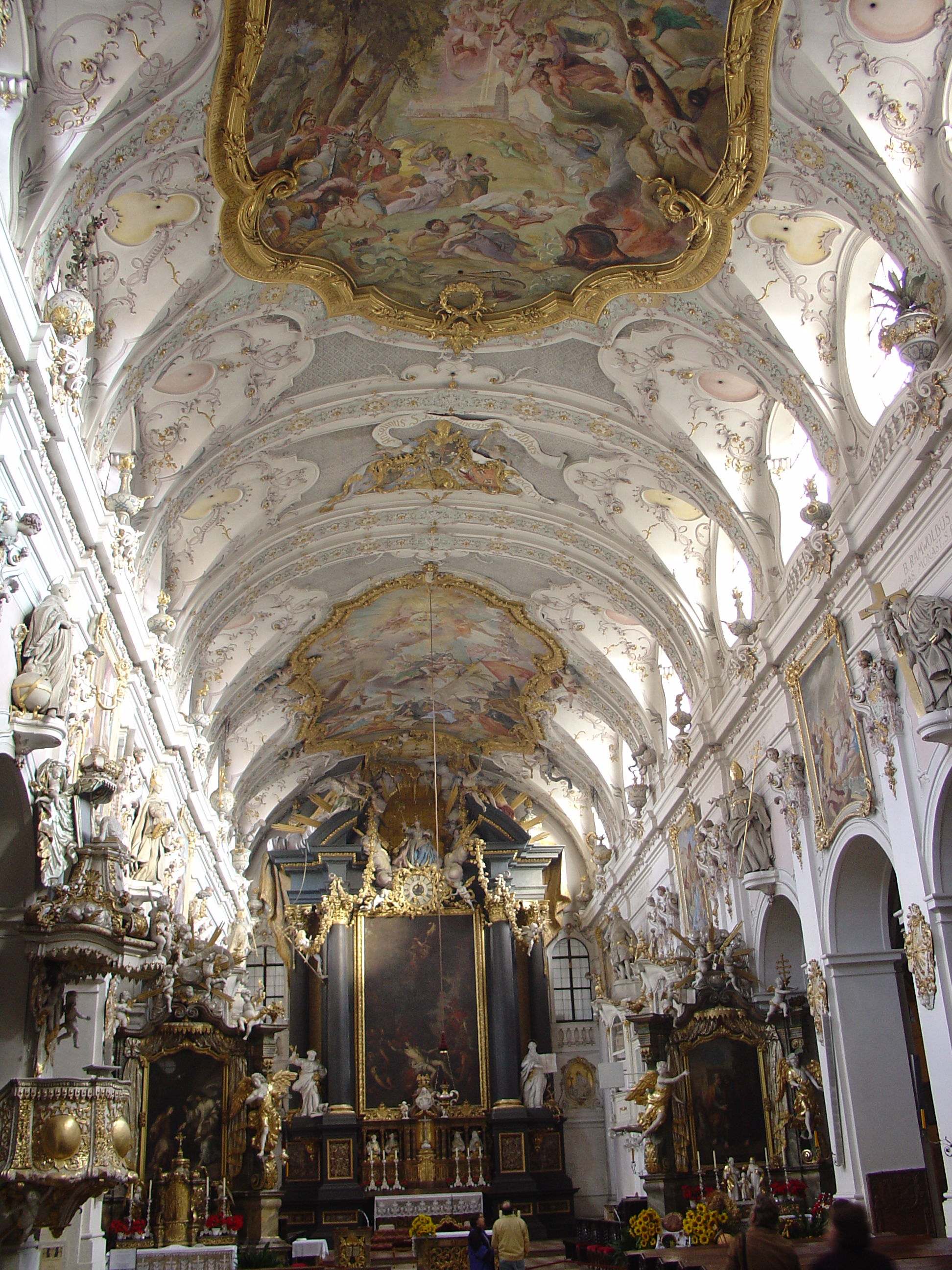
Abadia de S. Emmeram, amb la tomba del sant a l'altar major
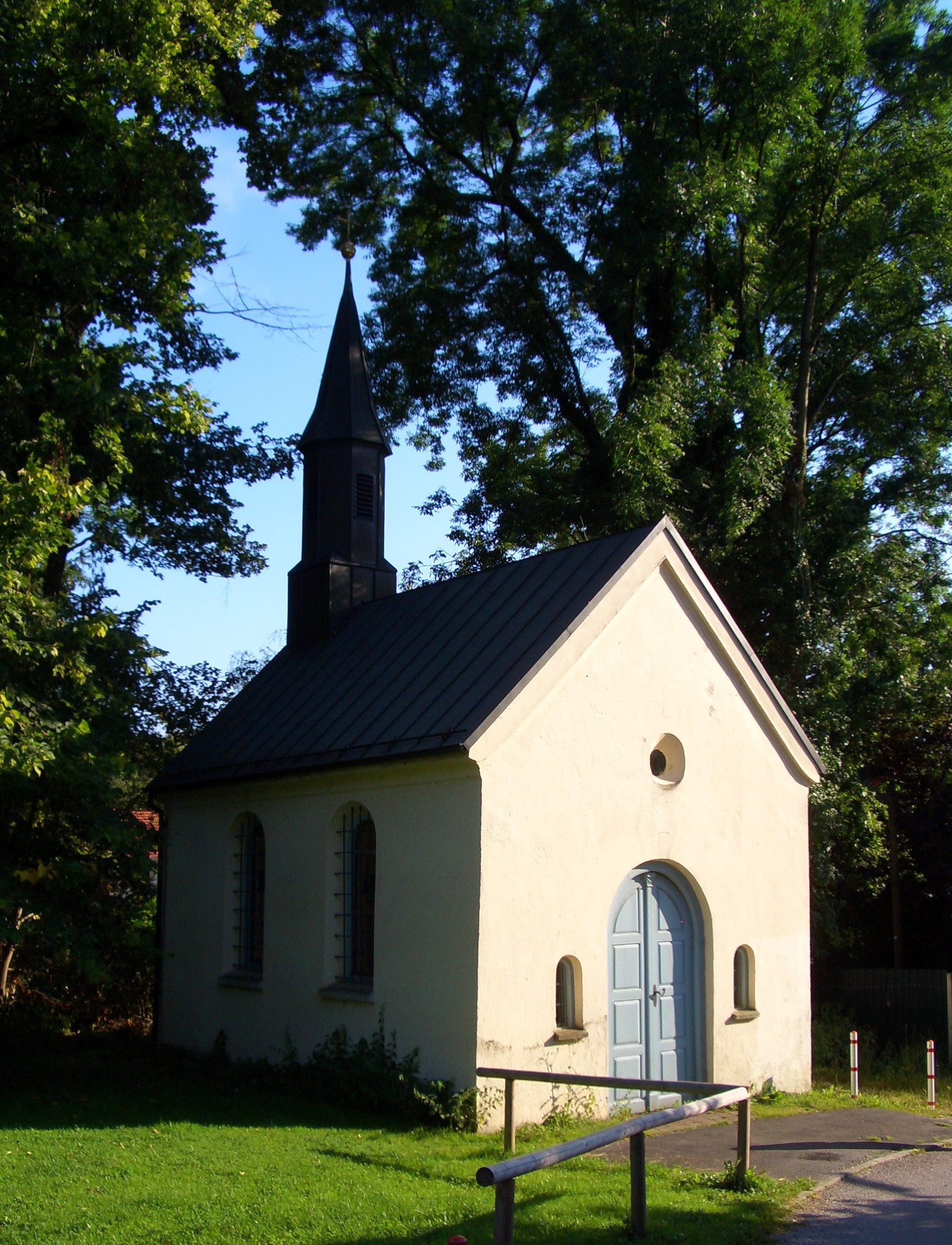
Capella a Múnic, sobre el lloc de la seva mort

## Veneració
En morir, i com a prova de la innocència, baixà una escala del cel perquè el sant hi pugés. Quan el portaren a Aschheim, una llum meravellosa il·luminà el seu cos.
Quan es descobrí la veritat i la innocència d'Emmerà, el seu cos fou exhumat de la tomba d'Aschheim; hi plogué durant quaranta dies i el seu cos fou col·locat sobre un rai al riu Isar: quan el rai, seguint el riu, arribà al Danubi, va anar corrent amunt, miraculosament, fins a arribar a Ratisbona, on fou sebollit a l'església de Sankt Georg.
El bisbe Gawibald el traslladà a una església que li dedicà i que s'incendià en 1642. Les restes es portaren llavors, en 1645, a l'abadia de Sankt Emmeram, prop de la ciutat. Avui se'n conserven les relíquies del fèmur, que s'hi exposen cada 22 de setembre.